# Heliotropium confertiflorum
Heliotropium confertiflorum är en strävbladig växtart som beskrevs av Pierre Edmond Boissier och Noe. Heliotropium confertiflorum ingår i Heliotropsläktet som ingår i familjen strävbladiga växter. Inga underarter finns listade i Catalogue of Life.